# Королёв, Виктор (футболист)
Ви́ктор Королёв (26 января 1956, Москва — 1982, Симферополь) — советский футболист, защитник и полузащитник.

## Биография
Родился 26 января 1956 года в Москве.
Занимался футболом в московском «Союзе».
Играл на позициях защитника и полузащитника. В 1974—1976 годах был футболистом московского ЦСКА, однако не провёл ни одного матча за главную команду и выступал в дубле. На его счету один мяч за дублёров в сезоне-74.
Сезон-76 начал во второй лиге в смоленской «Искре», но по ходу турнира перебрался в рижскую «Даугаву». В её составе забил 3 мяча в 15 матчах в первой лиге. Выступал за рижан, вылетевших во вторую лигу, и в 1977 году.
В сезоне-78 был основным игроком владимирского «Торпедо». В 1979 году перешёл в севастопольскую «Атлантику», а затем в симферопольскую «Таврию», игравшую в первой лиге. В 1980 году был одним из ведущих футболистов «Таврии», проведя 38 матчей в первой лиге и забив 2 мяча в 5 играх Кубка СССР.
В 1981 году продолжал выступать за «Таврию», вышедшую в высшую лигу. Провёл 10 матчей в чемпионате СССР, забил единственный мяч на этом уровне 3 июня в ворота краснодарской «Кубани». Кроме того, сыграл 2 поединка в Кубке СССР.
12 июля 1981 года получил тяжёлые травмы в автомобильной катастрофе на Севастопольском шоссе в Симферополе, когда ехал вместе с товарищами по команде Сергеем Туником и Александром Бережным на тренировочную базу. Автомобиль с футболистами после бокового столкновения врезался в столб, и руль сильно повредил внутренние органы Королёва.
Умер в 1982 году в Симферополе в больнице от последствий аварии.